# Pima Air & Space Museum
Koordinaten: 32° 8′ 25″ N, 110° 52′ 0″ W
Das Pima Air & Space Museum (umgangssprachlich kurz: PASM) befindet sich im Südosten von Tucson, Arizona, USA am südlichen Ende der Start- und Landebahn der Davis-Monthan Air Force Base.
Auf einer Fläche von rund 320.000 m² werden rund 300, fast ausschließlich militärische Flugzeuge ausgestellt; diese verteilen sich einerseits auf eine Anzahl von Hangars und ähnliche Ausstellungshallen, andererseits auf das weitläufige Außengelände.
Nördlich angrenzend befinden sich die Davis-Monthan Air Force Base sowie die 309th Aerospace Maintenance and Regeneration Group (kurz: AMARG) mit ihren mehreren Tausend eingelagerten militärischen Flugzeugen; diese Einrichtungen sind nicht Teil des PASM.

## Ausstellungsstücke
Die Liste der ausgestellten Flugzeuge ist mit rund 300 sehr umfangreich; teils handelt es sich um die letzten erhalten gebliebenen Exemplare von Typserien, selten auch um Unikate.
Auf Grund der intensiven Sonneneinstrahlung im Süden Arizonas ist insbesondere bei den Ausstellungsstücken im Außenbereich eine schnellere sonnenbedingte Verwitterung von Lackierungen, Kunststoffen und Gummi zu erwarten.
Das flugzeugbasierte Stratosphären-Observatorium für Infrarot-Astronomie (SOFIA), das ab 2010 im Einsatz war, wurde am 13. Dezember 2022 zum Verbleib ins PASM geflogen.

## AMARG Touren
Das PASM ist Ansprechpartner und Organisator für Besuchertouren über das Gelände der AMARG.